# Kim Longinotto
Kim Longinotto nacida Kimona Sally-Anne Longinotto-Landseer  (Londres, 1952) es una realizadora de documentales británica, conocida por sus trabajos de denuncia la opresión o la discriminación de las mujeres. Longinotto ha realizado más de 20 películas en su mayoría protagonizadas por mujeres y niñas. Entre los temas que ha trabajado están la mutilación genital femenina en Kenia (El día que nunca olvidaré), mujeres que se enfrentan a violadores en India (Pink Saris), y la historia de Salma,una mujer musulmana india que a pesar de estar encerrada por su familia durante décadas difundió poesía de contrabando al mundoo Dreamcatcher, sobre el mundo de la prostitución y el abuso sexual de niñas menores de edad en Chicago. Sus trabajos han sido distinguidos con varios premios, entre ellos un premio Peabody y el Premio de Arte y Ensayo Art por Sisters in Law del Festival de Cine de Cannes, ambientado en Kumba, Camerún. También ha recibido un premio especial del jurado en el Festival Internacional de Cine Documental de Ámsterdam (IDFA) por Hold Me Tight, Let Me Go, ambientada en una escuela de Oxfordshire.

## Biografía
Kimona Sally-Anne Longinotto-Landseer de padre italiano y madre galesa.  A los 10 años, fue enviada a un severo internado femenino, Hampden House en Buckinghamshire en el que tuvo una difícil experiencia que más tarde reflejaría en su primer cortometraje Pride of Place (1975) que fue presentado en el Festival de Cine de Londres, punto de partida de su carrera como documentalista.Su experiencia ha marcado algunos de sus trabajos. Cuando presenta en Disparar a la Mafia en 2019 recuerda la posición supremacista de su padre y cómo algunas personas se sitúan por encima del bien y el mal.
Posteriormente, en la Universidad de Essex se formó en literatura inglesa y europea. Más tarde en la Escuela Nacional de Cine y Televisión. Después de graduarse en la NFS como camarógrafa especializada en documentales para televisión se embarcó en colaboraciones con varias personas asociadas.
Después de Pride of Place su siguiente trabajo fue Theatre Girls (1979) sobre un centro de acogida para mujeres sin techo. En 1982 dirigió su primer documental profesional, Underage. Inició su carrera en el equipo de cámara de la película biográfica de principios de los 80 de Madness, Take It or Leave It . 
Una parte importante de su filmografía transcurre en Japón, primero con Eat the Kimono (1989), codirigido con Claire Hunt con quien funda su propia compañía de producción. El título alude a una de las consignas con las que su protagonista, la activista y artista feminista Hanayagi Genshu, alienta a las mujeres japonesas a que se rebelen en contra de los valores asociados al traje tradicional. Años después con The Good Wife of Tokyo (1993) vuelve a examinar las actitudes tradicionales hacia las mujeres en el seno familiar a través de la cantante Kazuko Hohki, líder del grupo pop The Frank Chickens, a quien sigue en su regreso a su país tras quince años viviendo en Londres. 
«La emancipación de las mujeres frente a valores como la domesticidad, la sumisión y la docilidad es el tema recurrente en su ciclo de documentales japoneses. Codirigidos con Jano Williams, sus otros tres trabajos se sitúan en la misma línea y examinan la feminidad como el resultado de una serie de constricciones sociales que fijan a la mujer (‘Dream Girls’, 1993), pero que también pueden ser subvertidas y transgredidas (‘Shinjuku Boys’, 1995 y ‘Gaea Girls’, 2000)»
En 2019 presentó el documental Shooting the Mafia (Disparando a la Mafia) en el Festival de Cine de Sundance.
Dirige una productora, Vixen Films, que fundó en 1988 con Claire Hunt con el nombre de Twentieth Century Vixen Productions.

## Obra
Los trabajos de Longinotto se vinculan con el documental feminista por el empleo de una estructura narrativa encaminada a visualizar el cambio que opera en los personajes, una estructura derivada del funcionamiento de los grupos de concienciación claves durante la segunda ola del feminismo para articular un sujeto colectivo politizado para dar el salto del "yo" al "nosotras".
Longinotto suele utilizar cámaras de mano para acercase a la gente común y escucharla, busca personas que hablen, no víctimas «quiero que me olvides, para que no haya nada entre ellos y tú, por lo que parece una película de ficción» (...) «dondequiera que voy, nunca he tenido una película en la que la gente no quisiera estar». En sus trabajos destaca cómo las víctimas se convierten en heroínas.
«De Irán a Japón, de Camerún a la India, la cineasta Kim Longinotto ha dedicado su extensa carrera  con su característico estilo observacional, la “extraordinaria” vida de mujeres “ordinarias”  dispuestas a desafiar las estructuras de opresión patriarcales, sean éstas de carácter social, religioso o legal» señala Elena Oroz en su estudio sobre el trabajo de Longinotto.
El cine observación también conocido como cine directo, cine libre o cinema vérité, suele excluir determinadas técnicas documentales como la planificación avanzada, el guion, la puesta en escena, la narración, la iluminación, la recreación y las entrevistas. La discreción de Longinotto, que es una parte importante del documental de observación, le da a las mujeres ante la cámara una voz y presencia que podría no haber surgido con otro género documental.

## Filmografía
- Pride of Place (1975) – Directora / Cámara (como Kimona Landseer)
- Theatre Girls (1978) – Directora/Cinematographer
- Cross and Passion (1981) - Directora (con Claire Pollak)
- Underage (1982) – Directora/Directora de fotografía
- Eat the Kimono (1989) – Directora/Directora de fotografía
- Hidden Faces  (1990) – Directora/Directora de fotografía
- The Good Wife of Tokyo (1992) – Directora
- Dream Girls (1994) – Directora/Directora de fotografía/Productora
- Shinjuku Boys (1995) – Directora/Directora de Fotografía/Productora
- Rock Wives (1996) (TV) – Directora / Cámara
- Divorce Iranian Style (1998) – Codirectora con Ziba Mir-Hosseini/ Cámara[17]
- Gaea Girls (2000) – Directora/Directora de fotografía/Productora
- Runaway (2001) – Directora/Directora de fotografía
- The Day I Will Never Forget (2002) – Directora/Directora de fotografía
- Sisters in Law (2005) – Codirectora (con Florence Ayisi)/Directora de fotografía/Productora
- Hold Me Tight, Let Me Go (2007) – Directora/Directora de fotografía/Productora
- Rough Aunties (2008) – Directora/Directora de fotografía[11]
- Pink Saris (2010) – Directora / Cámara
- Love Is All (2014) – Directora
- Dreamcatcher (2015)   –  Directora / Cámara
- Shooting the Mafia  (Disparando a la mafia) (2019)  Directora/ Cámara/ Coguionista

## Premios
- Shinjuku Boys (1995) fue elegido Mejor Documental en el Festival de Cine Gay y Lésbico de San Francisco.
- Divorce Iranian Style (1998) ganó entre otros el Gran Premio al Mejor Documental en el Festival Internacional de Cine de San Francisco y el Premio Silver Hugo en el Festival Internacional de Cine de Chicago.[17]
- Runaway (2001) recibió el Premio a los Derechos de la Infancia (Filmpreis für Kinderrechte) en el Unabhängiges Filmfest Osnabrück.
- El día que nunca olvidaré (2002) fue galardonado con el premio DOEN de Amnistía Internacional en IDFA y el premio al mejor documental del Reino Unido en Hot Docs.
- Sisters in Law (2005) ganó el Prix Art et Essai y la Mención Especial Europa Cinemas en el festival de cine de Cannes en 2005.
- Rough Aunties (2008) ganó el Gran Premio del Jurado de Cine Mundial en el Festival de Cine de Sundance y estuvo en la selección oficial de Sheffield Doc / Fest 2009.
- Pink Saris (2010) ganó el Premio Especial del Jurado en Sheffield Doc / Fest 2010, donde Longinotto también ganó el Premio Inspiration, un trofeo otorgado a una figura del mundo del documental que ha defendido el medio.
- Dreamcatchers (2015) recibió el premio Voice of a Woman (VOW) por el documental.[18]